# スフェロマック型
スフェロマック型 (Spheromak) は、磁場閉じ込め方式核融合の一形式。

## 概要
球形に近いプラズマ配位で自分自身の中に流れる電流によって閉じ込め磁場が出来てプラズマが閉じ込められる。宇宙空間に自然に存在する事も考えられる。逆転磁場配位型との相違点はスフェロマック型はトロイダル磁場コイルを有する点である。1970年にノーベル物理学賞を授与されたハンス・アルヴェーンによって1943年に原型が考案されていた。アルヴェーン波により、プラズマ内の電流で磁場が生成する。1980年代に盛んに研究が進められ、日本国内では日本大学でNUCTEが作られ、実験されたが、やがて各国の磁場閉じ込め式の研究の主流がトカマク型に集束して、予算が集中的に充当された結果、トカマク型以外の磁場閉じ込め式の予算が圧迫され、研究は下火になった。2000年代以降、一度は下火になったこれらの磁場閉じ込め式核融合の研究に性能が以前よりも大幅に向上したスーパーコンピュータが使用されることにより、費用のかかる実機を製造、運転しなくてもプラズマの挙動を再現出来るようになりつつあり、再び研究が進展しつつある。核融合研究全般に関して言える事だが、近年はコンピュータの性能が飛躍的に向上したことにより、プラズマの挙動を以前よりも正確にシミュレーションできるようになりつつある。

## 文献
- 桂井誠、「スフェロマック型プラズマ閉じ込め方式とその核融合炉への展望」 『日本原子力学会誌』 1985年 27巻 10号 p.885-889, doi:10.3327/jaesj.27.885, 日本原子力学会
- 永田正義、「スフェロマクの閉じ込め, その抵抗性減衰過程に関する実験的研究」 『大阪大学学位論文』14401甲第03430号, 1986年, hdl:11094/1619
- 渡辺健二, 宇山忠男、「スフェロマック研究」 『核融合研究』 1988年 60巻 3号 p.163-192, doi:10.1585/jspf1958.60.163, プラズマ・核融合学会
- 誉田義英、「スフェロマクのMHD不安定性に関する研究」『大阪大学学位論文』14401甲第03961号, 1989年, hdl:11094/36431
- 片山弘造, 山田知穂, 桂井誠、「スフェロマク緩和現象の三次元シミュレーション」 『核融合研究』 1984年 51巻 4号 p.297-302, doi:10.1585/jspf1958.51.297, プラズマ・核融合学会